# Брістоль (готель, Ялта)
Готель «Брістоль» Ялта («Таврида», «Ялта», готель Ялтинська , «Південний», «Центральний»  ) - один з перших готелів, який був побудований в Ялті .  На цьому місці послідовно знаходилися декілька готельних закладів , у 1863 році була збудована  сучасна будівля , яка  згодом перебудовувалася декілька разів

## Історія
З 1830-х років трактир і готель існували на місці сучасного готелю, власником яких  був князь М. З. Воронцов, а орендарем і керівником Бартолуччі. Про своє перебування в готелі в 1837 згадує вчений і мандрівник Ф. Дюбуа де Монпере . Пізніше він належав С. П. Галахову, а друга його частина - французькому виноробу, що осів у Ялті, Антуану Собесу  .
Донька Собеса, М. А. Рибицька купує у княгині Воронцової М. В. ділянку землі по вул. Бульварна 12, де архітектор К. І. Ешліман зводить невеликий двоповерховий будинок.  Рибицька М. А.  після закінчення будівництва відкриває у новій будівлі готель міста «Ялта» (зустрічається і назва Ялтинська).  Трактир та торгові лавки розташовувалися на першом поверсі,  номери - на другому. З історією готелю пов'язані імена діячів культури та мистецтв, таких як: Н. П. Вагнер, М. С. Щепкін, А. М. Горький, М. В. Нестеров, І. Гаспринський, В. А. Луговський  .
Будівля та дворове місце (садок із господарськими спорудами) наприкінці 60-х років ХІХ століття буда придбана Головне управління уділів, у віданні якого перебувала власність імператорського прізвища. З того часу тут зупинялися лише гості імператорської родини. За клопотанням голови опікунської Ради Ялтинської чоловічої гімназії Шульбаха Р. Ф. будівля передається гімназії у 1874 році. На честь 20-річчя царювання Олександра II   у березні 1887 р.  гімназії було присвоєно найменування «Олександрівська»   .
Пізніше  знову використовується як готель. В.Х. Кондранакі у своєму путівнику описує його так: « У ньому близько 45 номерів, які утримуються  в пристойному вигляді і  порівняно недорогі, а саме від 1 руб. 50 коп. на добу. Готель має ту перевагу  для тих, хто прибув на пароплаві, що знаходиться за кілька кроків від пристані і з вікон і балконів його можна бачити всі рухи набережною вулицею »  .
Будівля готелю переходить до нової власниці купчихи С. П. Бухштаб у 90-ті роки XIX століття.  Після перебудови будівлі власниця (будівля повністю була змінена: стара була знесена і було зведено  4-поверховий кам'яний будинок на 40 номерів, до фасадної частини були прибудовані балкони-лоджії, прикрашені скульптурами, на західну частину міста виходили номери готелю з вікнами та балконами  з видом на місто, порт і приморський бульвар), знову відкриває в ній  готель і називає його - Брістоль  .
Будинок був переданий  у муніципальну власність після 1917 року. Про надійність споруди говорить той факт, що вона практично не постраждала під час 8-бального Кримського землетрусу 1927 року. Усі довоєнні та післявоєнні роки будівлю використовували як готель. Після Другої Світової війни «Центральний» об'єднують із готелем «Брістоль», який знаходився ліворуч від Азіатського провулка. Таким чином, з'являється готель "Південний".  Внаслідок об'єднання  будівлі «Бристоля» та колишнього готелю «Центральний» вдвічі збільшується кількість номерів  .
На річницю Ялтинської конференції було проведено перейменування вулиці Бульварної на вулицю Рузвельта. Ця подія сталася у квітні 1960 року за постановою Ради Міністрів УРСР на ознаменування перебування в Ялті  президента США Франкліна Рузвельта у лютому 1945 року.  Була врахована  роль президента  у розвитку дружніх відносин США та СРСР  при перейменовані  вулиці Бульварної на честь імені почесного гостя
Історична назва була повернена готелю у 2002 році та «Південний » знову стає «Бристолем». У наш час готель має категорію 3 зірки  . Президенту Ф. Д. Рузвельту  у готелі присвячений міні-музей, який розповідає про його життя та звершення. Перед будинком було встановлено погруддя Рузвельта (робота севастопольського скульптора К. Г. Кошкіна)  .